# Danny Boy
"Danny Boy" es el título de una de las canciones más representativas de la cultura irlandesa. Aunque el origen de
la música es incierto y se atribuye a diferentes autores irlandeses, corresponde a una antigua tonada conocida
como 'Aire de Londonderry' en referencia a ese condado de Irlanda del Norte. El registro más antiguo de dicha tonada se remonta al año 1855.
En 1910 el abogado, músico y escritor inglés Frederic Edward Weatherley (1848-1929) de Somerset compuso el texto
Danny Boy asociada a otra música diferente. Dos años después su cuñada Margaret, que había emigrado a Colorado, Estados Unidos,
con su marido le remitió la música del 'Aire de Derry' que había escuchado a unos buscadores de oro. Weatherley adaptó
inmediatamente su canción a la nueva música y la publicó en 1913, convirtiéndola en un gran éxito.
Aunque la melodía había sido grabada con anterioridad, la primera grabación de la canción tal y como se conoce
hoy en día se debe a la cantante de ópera Ernestine Schumann-Heink en 1915.
La canción es considerada casi un himno irlandés, los equipos deportivos de Irlanda del Norte la utilizan como himno en algunos juegos de la commonwealth.

## Letra de la canción
```
   
Oh, Danny boy, the pipes, the pipes are calling

   
From glen to glen, and down the mountainside.

   
The summer's gone, and all the roses falling.

   
´Tis you, 'tis you must go and I must bide.
```

```
   
But come ye back when summer's in the meadow

   
Or when the valley's hushed and white with snow,

   
´Tis I'll be here in sunshine or in shadow.

   
Oh Danny Boy, Oh Danny Boy, I love you so.
```

```
   
But if you come and all the flow'rs are dying

   
And I am dead, as dead I well may be,

   
You'll come and find the place where I am lying

   
And kneel and say an Ave there for me.
```

```
   
And I shall hear, though soft your tread above me,

   
And then my grave will warmer, sweeter be,

   
For you will bend and tell me that you love me,

   
And I shall sleep in peace until you come to me.
```

En ocasiones cambia el final de la canción, esta es la alternativa:
```
   
And you'll not fail to tell me that you love me,

   
I'll simply sleep in peace until you come to me.
```